# Eulepidotis micca
Eulepidotis micca är en fjärilsart som beskrevs av Druce 1898. Eulepidotis micca ingår i släktet Eulepidotis och familjen nattflyn. Inga underarter finns listade i Catalogue of Life.